# Бунтилов, Александр
Александр Бунтилов — печатник фабрики «Гознак», изобретатель-ударник, один из первых кавалеров ордена Ленина.
Работал печатником с 1905 года сначала на Московской печатной фабрике, с 1918 года — в Детскосельской типографии, затем снова на Московской фабрике Гознака. В 1916 году увольнялся с фабрики за участие в забастовке.
Рационализатор. По его предложению перевели на другую работу сортировщиц машин и правильно организовали труд печатников, что дало 21 тысячу рублей ежегодной экономии.
Изобрёл колпаки к трубкам для смазки машин, которые предохраняют детали от загрязнения и быстрого изнашивания.
В 1930 году перевыполнил задание по повышению производительности труда на 25 %. Работал без брака и без простоев. Инициатор соцсоревнования и ударничества на фабрике.
Организовал 15 ударных сквозных бригад. Работая у станка, одновременно руководил планово-производственным сектором цеха.
В начале 1942 года вместе с фабрикой эвакуировался в Краснокамск. В это время работал контролёром.
Награждён орденом Ленина (17.05.1931) «За особо выдающиеся заслуги в области промышленного изобретательства, внесения рационализаторских предложений, увеличения продукции заводов, организации ударных бригад».
Автобиография:
- За печатным станком: [Автобиография] / А. Бунтилов, печатник Моск. фабрики «Гознак». — Москва : изд-во и тип. Профиздата, 1931. — 24 с.; 14х10 см. — (Страна должна знать своих героев).